# Gà Leghorn
Gà Leghorn hay còn gọi là gà Lơ-go là một giống gà từ Ý và là một trong những giống gà phổ biến nhất thế giới. Gà phát triển ở vùng Địa Trung Hải, năm 1835, được nhập vào Hoa Kỳ, tại đây được chọn lọc và cải tiến thành giống gà chuyên dụng đẻ trứng kỉ lục, là loại đẻ trứng nhiều nhất so với các giống gà đẻ trứng khác. Chúng được nuôi rộng rãi trên thế giới và có ở gần như trên toàn thế giới.. Gà Lơgo có 02 loại là dòng X và dòng Y.

## Lịch sử giống
Có nguồn gốc từ Italia do lai gà địa Phương của Italia với gà Yokohama, gà Vianđôt màu trắng bạ và gà Đôminich để tạo ra các dòng có màu lông trắng, vàng và vằn. Nhiều nhất vẫn là dòng Lơgo trắng. Trên cơ sở đó, các nhà chọn giống đã chọn ra giống gà có sức đẻ trứng cao, trứng vỏ trắng, trứng to và có hình dạng đẹp. Lơ go là một giống gà siêu trứng nổi tiếng nhất thế giới, hầu hết các giống gà siêu trứng hiện nay đều có máu của giống gà này.

## Đặc điểm

### Ngoại hình
Gà có thân hình nhỏ (cỡ bàn tay thì nặng 0.8 kg, cỡ tiêu chuẩn thì nặng 2 kg), gà trưởng thành có thân hình gọn gàng, thon nhẹ, thân hơi dài. Da, mỏ và chân có màu vàng. Chân hơi cao và không có lông ở chân. Dáng nhanh nhẹn. Lông màu trắng hơi có ánh vàng. Mào đơn to có màu đỏ tươi, mào có năm răng cưa. Gà trống mào thẳng đứng, gà mái mào ngả sang một bên. Dái tai màu trắng xanh.
Đối với gà lấy trứng thì có lông và trứng màu trắng, ngoài ra có lông màu nâu, giống gà lông màu trắng
tuyền được nuôi rộng rãi hơn gà màu nâu. Mào đơn, tích và dái tai rất phát triển. Mào to, ngả che cả mắt, mào gà mái ngả về một phía gần như che hết cả mắt. Gà có tầm vóc nhỏ, con trống đạt 2,2 – 2,5 kg, con mái 1,6 – 1,8 kg. Gà mái trưởng thành đạt trọng lượng 1,7 – 1,8 kg. Thể trọng bình quân lúc 9 tuần tuổi, gà trống nặng 700 – 800g, gà mái nặng 600 – 700g. Đến 133 ngày tuổi con trống nặng 1700–1800g, con mái nặng 1200- 1400. Nhìn chung khối lượng cơ thể của hai dòng X và Y là tương đương.
Gà con dòng X khi mới nở lông có màu vàng sẫm hơn gà con dòng Y. Thể trọng bình quân lúc 9 tuần tuổi gà trống nặng 700 – 800g, gà mái nặng 600 – 700g. Đến 133 ngày tuổi là thời điểm chọn lọc, con trống có khối lượng 1,7– 1,8 kg, con mái 1200–1400g. Sản lượng trứng trong một năm đẻ là 260 quả. Trứng có khối lượng từ 52 – 54g. Tuổi thành thục sinh dục là 140 ngày tuổi. Gà con mới nở có màu lông vàng nhạt hơn dòng X và không lẫn màu lạ. Gà trống dòng Y có chân cao hơn gà trống dòng X.

### Sinh sản
Năng suất trứng của gà đạt trung bình từ 270 – 280 trứng/ năm. Tiêu tốn 1 quả trứng hết 0,13 – 0,16 kg thức ăn. Có thể nuôi theo phương pháp thả vườn, nhưng phải đảm bảo thức ăn tốt. Không nên nuôi quá 2 năm vì sức đẻ giảm. Ở 5 – 6 tháng tuổi, con trống nặng 1,8–2 kg, con mái 1,6–1,8 kg. Sức đẻ năm đầu 280 – 300 trứng. Trứng nặng 60–65 g, vỏ trứng màu trắng, dễ kiểm tra phôi trong quá trình ấp. Tỉ lệ chọn trứng ấp từ tuần tuổi 28 đến hết đẻ là 95%. Tỉ lệ trứng có phôi đạt 95 – 97%. Tỉ lệ trứng ấp nở trên tổng số trứng là 75 – 85%. Tỉ lệ nuôi sống từ 1 – 63 ngày tuổi là 96%.
Sản lượng trứng của gà mái dòng Y trong một năm đẻ là 255 quả. Khối lượng trứng bình quân là 53 – 55g. Tuổi thành thục sinh dục 140 ngày. Dòng Y được chọn làm dòng mái trong công thức lai tạo ra gà mái thương phẩm XY cho năng suất cao hơn các dòng thuần. Trứng ấp được chọn đến 95% trong tổng số trứng đẻ ra từ tuần tuổi 28 đến hết đẻ. Tỉ lệ trứng có phôi đạt 95 – 97%. Tỉ lệ ấp nở trên tổng số trứng là 75%. Tỉ lệ nuôi sống từ lúc mới nở đến 63 ngày tuổi là 96%.

## Lai giống
Ở Việt Nam, năm 1974, được sự viện trợ của Cuba, đã nhập 2 dòng X và Y với số lượng lớn. Hai dòng này được tạo ra từ Canada từ những năm 1950. Hãng gia cầm Sa vơ (Shaver) bắt đầu xuất khẩu rộng rãi từ những năm 1960. Những đàn giống dòng thuần được nuôi giữ tại xí nghiệp và giống gà Ba Vì với Phương thức chọn lọc theo gia đình Đặc điểm của dòng X (dòng trống). Sau một thời gian dài nuôi thích nghi tại xí nghiệp gà giống trứng dòng thuần Ba Vì, giống gà này được công nhận là giống gà trứng thuần chủng quốc gia và từ đó mang tên là BVX và BVY.
- Dòng BVX: Sản lượng trứng/năm 240 - 260 quả, khối lượng trứng trung bình 51 - 55gam, vỏ trứng có màu trắng, tỷ lệ ấp nở đạt trung bình 76 - 80 %. Tiêu tốn thức ăn /10 quả trứng l,6 - 1,8 kg
- Dòng BVY: Sản lượng trứng/năm 230 - 250 quả, khối lượng trứng trung bình 52 - 56 gam, tỷ lệ ấp nở đạt trung bình 77 - 78%. Tiêu tốn thức ăn / 10 quả trứng là 1,7 - 1,8 kg.Vỏ trứng màu trắng.